# Musikjahr 1573
Liste der Musikjahre

◄◄ | ◄ | 1569 | 1570 | 1571 | 1572 | Musikjahr 1573 | 1574 | 1575 | 1576 | 1577 | ► | ►►

Weitere Ereignisse
Dieser Artikel behandelt das Musikjahr 1573.

## Ereignisse

### Heiliges Römisches Reich

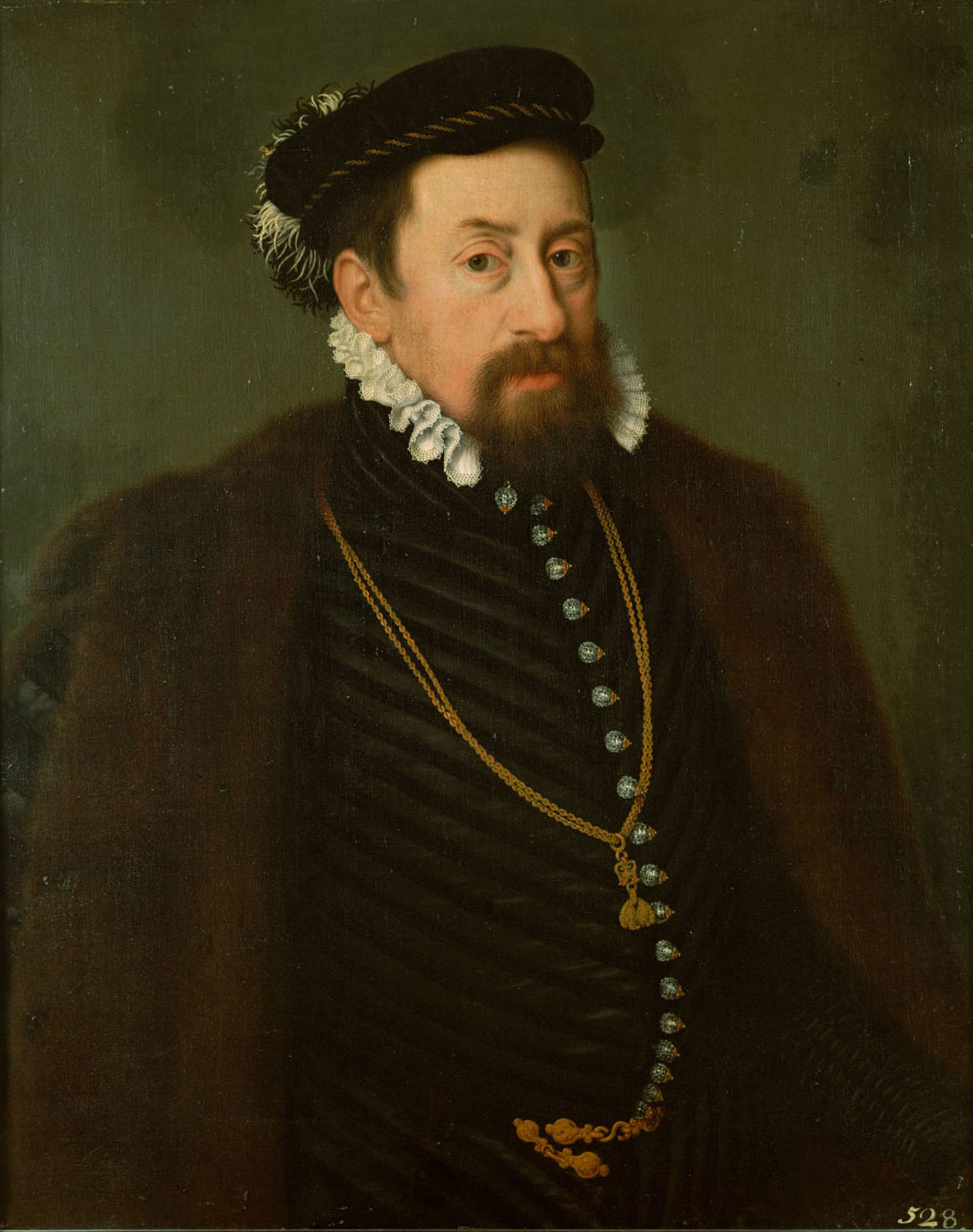
Kaiser Maximilian II. (etwa 1566)

#### Hofkapelle von Kaiser Maximilian II.
- Carl Luython, der seit 1566 Chorknabe in der Hofkapelle von Kaiser Maximilian II. war und nach Eintreten des Stimmbruchs am 8. August 1571 das damals übliche Stipendium ausgezahlt bekam, hat im Herbst 1571 offenbar einen Studienaufenthalt in Italien angetreten, der bis Ende 1575 dauern wird.
- Maddalena Casulana Mezari ist seit etwa 1570 Sängerin und Komponistin für Kammermusik des römisch-deutschen Kaisers Maximilian II. in Wien.
- Jakob Regnart, der seit 1568 für eine etwa zweijährige Studienreise in Italien weilte, ist seit 1. November 1570 Präzeptor (Musiklehrer) der Kapellknaben der Hofkapelle. Nachdem ihm bereits 1571 ein Wappen verliehen wurde, bekommt er 1573 eine Gehaltserhöhung.
- Philippe de Monte ist seit 1568 als Nachfolger von Jacobus Vaet Kapellmeister der Hofkapelle Maximilians II. in Wien. Der größte Teil seiner über 250 Motetten erscheint zwischen 1572 und 1600 im Druck. 1573 veröffentlicht er seinen Einzeldruck Sacrarum cantionum […] liber secundus zu fünf Stimmen.
- Mateu Fletxa el Jove ist Kantor der kaiserlichen Kapelle.

#### Bayerischer Reichskreis

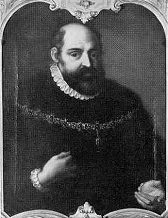
Herzog Albrecht V. (in späteren Jahren)

##### Herzogtum Bayern
- Franciscus Florius hat seit Herbst 1556 in München an der Hofkapelle von Herzog Albrecht V. eine Anstellung als Hofbassist. Neben seiner Tätigkeit als Sänger ist Florius, zusammen mit dem Hofkopisten Johannes Pollet, auch als Notenkopist eingesetzt. Nach dem Ausscheiden Pollets 1571 ist er zum Hauptkopisten aufgestiegen; diese Stellung hat er bis zu seinem Tod inne.
- Johannes de Fossa ist seit dem letzten Vierteljahr 1559 Vizekapellmeister der Münchner Hofkapelle. In den vorhandenen Dokumenten wird Fossa allerdings weiterhin nur als Tenorist bezeichnet. Seit 1571 hat er die Aufsicht über die Chorknaben der Kapelle und hat ihnen in seinem Haus Kost und Unterkunft zu geben.
- Antonius Gosswin, der 1569 Kapellmitglied bei Prinz Wilhelm von Bayern wurde, wird wegen Finanzproblemen des Münchner Hofs bald entlassen, ist aber seit 1570 wieder ein Angestellter der Kapelle.
- Gioseffo Guami, der sich zwischen 1550 und 1560 in Venedig aufgehalten haben und dort Schüler von Adrian Willaert und Annibale Padovano gewesen sein soll, wirkt seit 1568 in München, wo er zum Hoforganisten berufen wurde. Guami wirkt hier bis etwa 1579.
- Orlando di Lasso ist seit 1563 Kapellmeister der Münchner Hofkapelle. Zu Orlandos Aufgaben gehören u. a. Reisen durch Europa zur Anwerbung neuer Musiker, die Unterrichtung der Chorknaben, die teilweise sogar in seiner Familie leben, Proben mit den Musikern und die Komposition zahlreicher neuer Werke. Di Lasso entwickelt ein sehr gutes Verhältnis zu Erbprinz Wilhelm von Bayern. Dieser sorgt ab 1573 für die Herausgabe einer eindrucksvollen Reihe großformatiger Chorbücher mit Orlandos Messen, Offizien, Lesungen und Magnificats in den Patrocinium musices.
- Ivo de Vento, der seit Sommer 1568 Kapellmeister in der Kapelle der Residenz von Kronprinz Wilhelm in Landshut war, wirkt seit Anfang 1570 wieder als Organist am Münchner Hof. 1573 erscheinen seine Teutsche Lieder mit fünff stimmen sampt einem Dialogo mit achten nit allein lieblich zu singen sonder auch allerhand Instrumenten wol und artlich zu gebrauchen.

#### Burgundischer Reichskreis

##### Markgrafschaft Antwerpen
- Jean de Castro, der in den späten 1560er Jahren nach Antwerpen ging und offenbar zeitweise als musikalischer Berater des Verlegers Pierre Phalèse gewirkt hat, lebt hier bis November 1576.
- Séverin Cornet, der seit 1564 in Mechelen an der St.-Rombouts-Kathedrale tätig war, ist seit 1572 der Nachfolger von Gérard de Turnhout als Kapellmeister der Kathedrale von Antwerpen.
- Noé Faignient, der 1561 das Bürgerrecht in Antwerpen erhalten hat, wirkt seitdem hier als Musiklehrer.

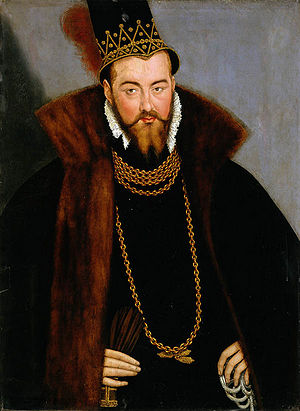
Markgraf Georg Friedrich I.

##### Grafschaft Flandern
- George de La Hèle, der 1570 nach Flandern zurückgekehrt ist und an der Universität Löwen Theologie studiert hatte, wirkt seit 1572 als Chorleiter an der Kirche St. Rombaut in Mecheln.
- Andreas Pevernage, der seit 17. Oktober 1563 Kapellmeister an der Kirche Notre-Dame in Courtrai ist und 1564 zusätzlich eine Pfründe an Sankt Willibrordus in Hulst erhalten hat, übt die Kapellmeisterstelle bis 1577 aus.
- Laurent de Vos, der seit 1566 Musikdirektor und verantwortlicher Leiter der Chorknaben an der Kathedrale Cambrai war, ist seit 1570 wahrscheinlich Countertenor an der St.-Donatus-Kirche in Brügge.

##### Grafschaft Holland
- Cornelis Boscoop ist seit dem 1. Mai 1554 und bis März 1573 Organist an der Oude Kerk in Delft. Danach, von Juni bis Oktober 1573, wird er der Nachfolger von Pieter Swibbertszoon (dem Vater von Jan Pieterszoon Sweelinck) als Organist an der Oude Kerk in Amsterdam, kann dieses Amt aber nur noch wenige Monate ausüben. Belegt ist seine Beisetzung in Amsterdam am 9. Oktober 1573.
- Jan Pieterszoon Sweelinck, der älteste Sohn des Organisten Pieter Swibbertszoon und seiner Frau Elske Jansdochter Sweeling, ist elf Jahre und lebt in Amsterdam als sein Vater – Organist an der Oude Kerk – 1573 stirbt.

#### Fränkischer Reichskreis

##### Markgraftum Brandenburg-Ansbach
- Rogier Michael, der auf Anraten von Annibale Padovano von 1569 bis 1572 bei Andrea Gabrieli in Venedig studiert hat, nimmt nach seiner Rückkehr nach Deutschland 1572 die Stelle eines Tenorsängers in Ansbach an der Hofkapelle von Markgraf Georg Friedrich von Brandenburg-Ansbach an, wo er bis 1574 bleibt.

#### Kurrheinischer Reichskreis

##### Kurpfalz
- Mathias Gastritz, der am 22. Dezember 1561 zum Organisten der Stadt Amberg bestellt wurde, wirkt fast 30 Jahre lang in den Diensten der Stadt.
- Sebastian Ochsenkun ist seit 1544 Lautenmeister am kurpfälzischen Hof in Heidelberg.

#### Niederrheinisch-Westfälischer Reichskreis

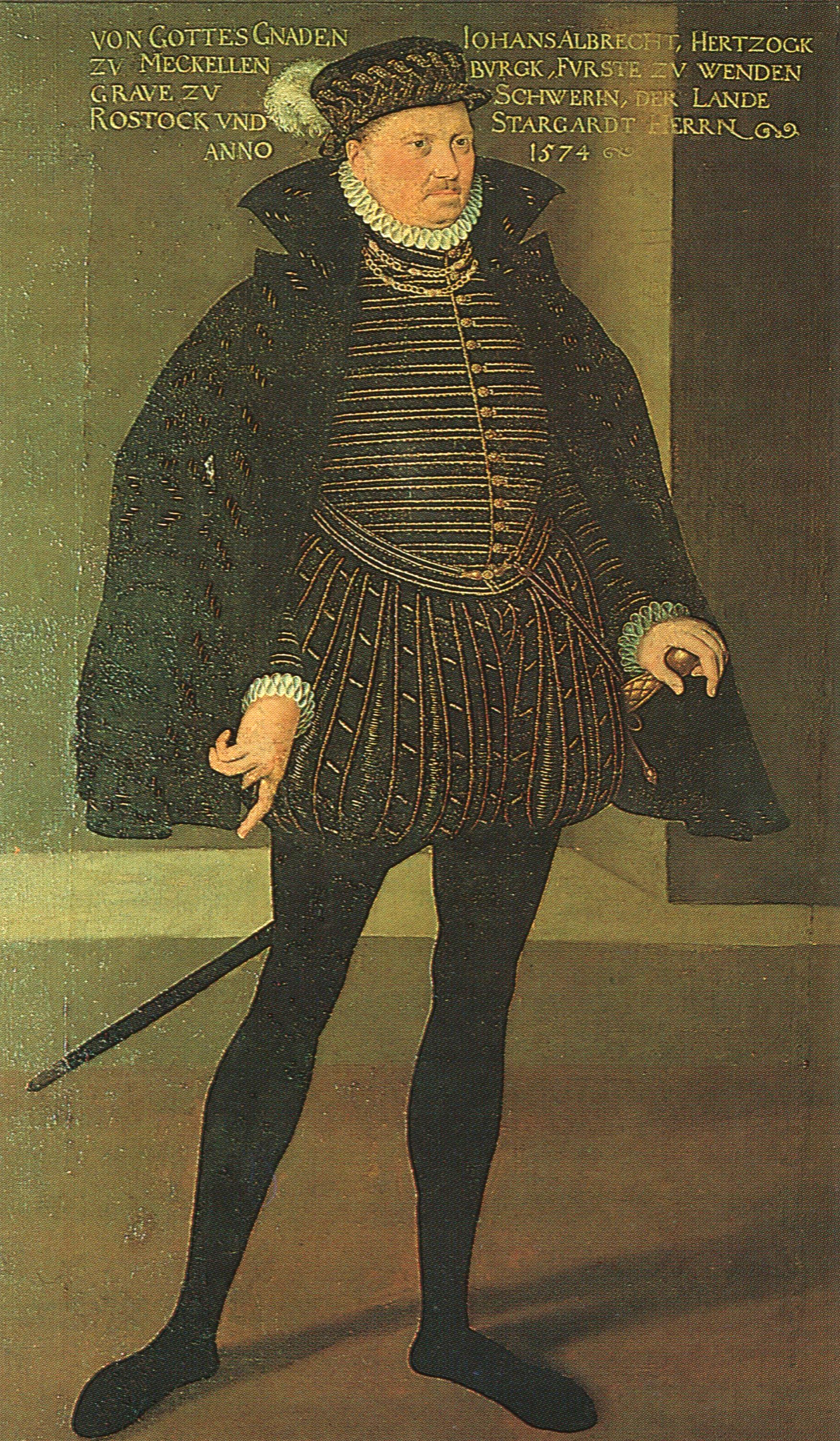
Johann Albrecht I. von Mecklenburg

##### Reichsstadt Aachen
- Johannes Mangon, der von 1562 bis 1570 an der Kirche in Lüttich als Succentor gewirkt hatte und während dieser Zeit möglicherweise schon zeitweise den Domchor in Aachen geleitet hat, ist nachweislich von 1572 bis 1577 Leiter des Aachener Domchores.

##### Vereinigte Herzogtümer Jülich-Kleve-Berg
- Martin Peudargent ist Hofkomponist in den Diensten von Wilhelm V. von Jülich-Kleve-Berg.

#### Niedersächsischer Reichskreis

##### Erzstift Magdeburg
- Sethus Calvisius, der seit 1569 die Schule in Frankenhausen besucht hatte, geht seit 1572 in Magdeburg zur Schule. Hier erbettelt und erwirbt er sich im Kirchendienst die finanziellen Mittel, um ein Studium aufzunehmen.

##### Fürstentum Braunschweig-Wolfenbüttel
- Johann Zanger der Ältere, der seit 1553 Pfarrer an der Petrikirche in Braunschweig war, ist seit 1571 Pfarrer an der Martinikirche.

##### Herzogtum Mecklenburg-Schwerin
- Johannes Flamingus, der seit 1571 als Nachfolger von David Köler Hofkapellmeister und Leiter der „Hof-Cantorej“ von Herzog Johann Albrecht I. von Mecklenburg-Schwerin war und noch im Januar 1573 bescheinigt, das Schulgeld für sechs Cantorey Knaben erhalten zu haben, scheint später im selben Jahr Schwerin verlassen zu haben, denn er wird als Kantor in Zwickau erwähnt. Sein Nachfolger in Schwerin wurde Thomas Mancinus.
- Thomas Mancinus, der seit 1567 an der Universität Rostock studiert hatte und im Januar 1572 durch Herzog Johann Albrecht von Mecklenburg-Schwerin als Schulkantor angestellt wurde, wird 1573 als Nachfolger von Johannes Flamingus als Kapellmeister der heutigen Staatskapelle Schwerin angestellt.

##### Hamburg
- Jacob Praetorius der Ältere, der wahrscheinlich in seiner Heimatstadt Magdeburg Unterricht von Martin Agricola erhielt, ist von 1555 bis zu seinem Tod als Organist und Kirchenkomponist an zwei Kirchen in Hamburg nachweisbar.

#### Obersächsischer Reichskreis

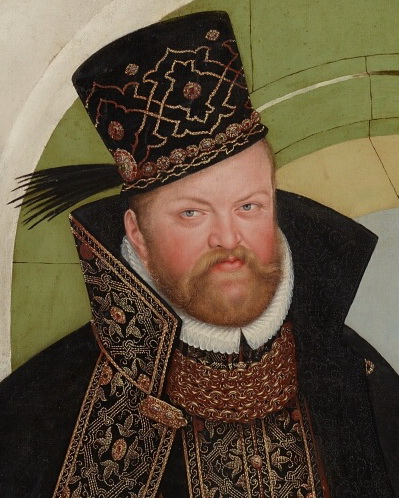
August von Sachsen

##### Kurfürstentum Sachsen
- Elias Nikolaus Ammerbach, der von 1548 bis 1549 an der Universität Leipzig studiert hatte, wirkt danach, vermutlich bis an sein Lebensende, als Thomasorganist an der Thomaskirche.
- Joachim a Burck, der ab 1563 Kantor an der Lateinschule in Mühlhausen war, ist seit 1566 Organist an der Kirche Divi Blasii in Mühlhausen. Daneben ist er als Geschichtsschreiber und öffentlicher Notar tätig.
- Wolfgang Figulus ist von 1551 bis zu seiner Pensionierung 1588 Kantor und Lehrer an der Fürstenschule in Meißen. Er unterrichtet die Fächer Musik, Latein und Religion und sorgt für die musikalische Gestaltung der Gottesdienste in der Afrakirche.
- Mattheus Le Maistre, der seit 1554 sächsischer Hofkapellmeister als Nachfolger von Johann Walter war und 1565 aus Gesundheitsgründen um seine Entlassung gebeten hat, lebt vermutlich in Dresden. Le Maistre bleibt mit dem Hof in Dresden Zeit seines Lebens verbunden und führt den Titel des Hofkapellmeisters bis zu seinem Tod im Frühjahr 1577.
- Antonio Scandello, der seit 1566 Vizekapellmeister der Dresdner Hofkapelle war und als „zugeordneter Moderator“ dem altersschwachen Mattheus Le Maistre unterstand, ist seit 1568 Hofkapellmeister und übt diese Aufgabe bis zu seinem Tod 1580 aus. 1573 komponiert er seine Auferstehungshistorie (veröffentlicht 1612 in Breslau).
- Leonhart Schröter, der von 1545 bis 1547 die Fürstenschule in Meißen besucht hatte, wirkt danach von 1561 bis 1576 als Stadtkantor in Saalfeld.
- Nikolaus Selnecker, der sich 1572 in Oldenburg aufgehalten hatte, verfasst 1573 mit Hermann Hamelmann die Oldenburger Kirchenordnung und kehrt zum Jahreswechsel 1573/74 in seine Leipziger Professur zurück.

#### Österreichischer Reichskreis

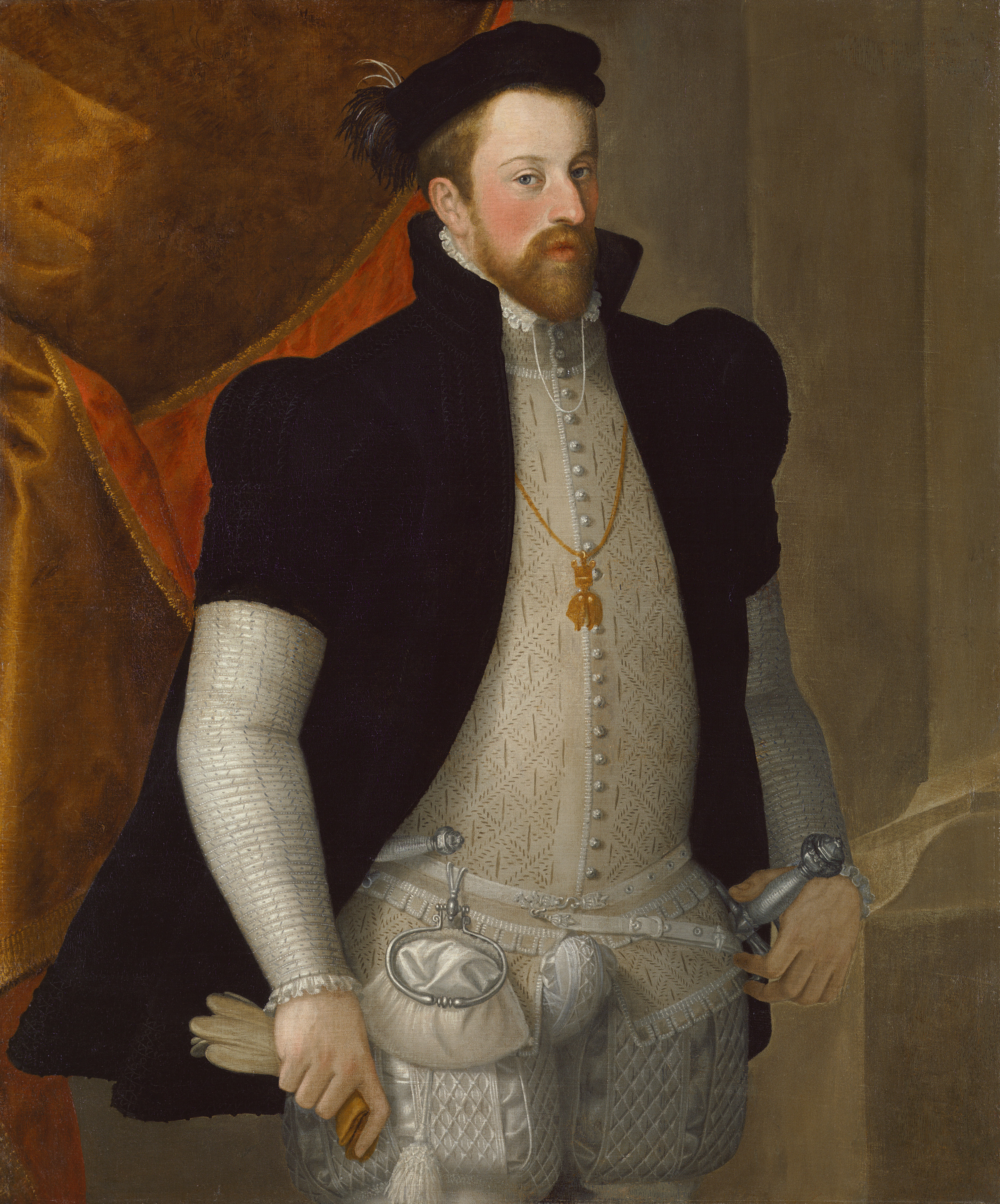
Ferdinand II. von Tirol

##### Erzherzogtum Österreich
- Blasius Amon ist seit ca. 1568 Sängerknabe an die Hofkapelle von Erzherzog Ferdinand II. in Innsbruck. Er erhält unter den Kapellmeistern Wilhelm Bruneau (tätig von 1564 bis 1584) und Alexander Utendal (tätig von 1564 bis 1581) eine gründliche musikalische Ausbildung, die er auf Studienreisen vervollkommnet.
- Johannes de Cleve, der seit 1564 Hofkapellmeister in der neuen von Erzherzog Karl II. (1540–1590) gegründeten Hofkapelle in Graz war und dieses Amt sechs Jahre lang ausgeübt hat, lebt danach wahrscheinlich in Wien.
- Jacobus Florius, der sich 1572 wahrscheinlich in Aquileia aufgehalten hatte, ist in den Listen der Innsbrucker Hofkapelle für 1573 und 1574 als Sänger genannt. 1573 erscheint bei dem Löwener Verleger Pierre Phalèse seine dreistimmige Sammlung Modulorum aliquot tam sacrorum quam prophanorum cum tribus vocibus.
- Simone Gatto, der seit 1568 am Hof in München als Posaunist wirkte, setzt seine berufliche Laufbahn seit 1572 in Graz fort. In der dortigen Hofmusikkapelle beginnt er zunächst als Bläser.
- Homer Herpol, der am Liebfrauenmünster in Konstanz wirkte, erkrankt im Herbst 1573 offenbar an der Pest und stirbt daran vor dem 19. Oktober des Jahres.
- Annibale Padovano, der von 1552 bis 1565 erster Organist am Markusdom in Venedig war und dann Organist am Hof von Erzherzog Karl II. in Graz wurde, ist hier seit 1570 in der Nachfolge von Johannes de Cleve (1528/29–1582) als Hofkapellmeister tätig.
- Lambert de Sayve, der am 1. Februar 1569 das Amt eines Singmeisters an der Abtei Melk angetreten hatte und zusammen mit anderen Kapellmitgliedern nach Spanien gereist war, um bei der Hochzeit von Anna Maria von Österreich mit König Philipp II. von Spanien am 12. November 1570 mitzuwirken, setzt nach Rückkehr von der eineinhalb Jahre dauernden Reise seine Tätigkeit in Melk fort.
- Melchior Schramm, der seit 1563 Singknabe in der Hofkapelle von Erzherzog Ferdinand von Tirol war und von 1569 bis 1571 vom Innsbrucker Hoforganisten Servatius Rorif unterrichtet wurde, wird danach für zwei Jahre Organist an der neuerrichteten Stiftskirche des Damenstifts in Hall.
- Alexander Utendal, der seit 1564 Alt-Sänger in der Kapelle von Erzherzog Ferdinand II. war, ist hier seit Ende 1572 Kapellknaben-Praezeptor und damit Vizekapellmeister.

#### Schwäbischer Reichskreis

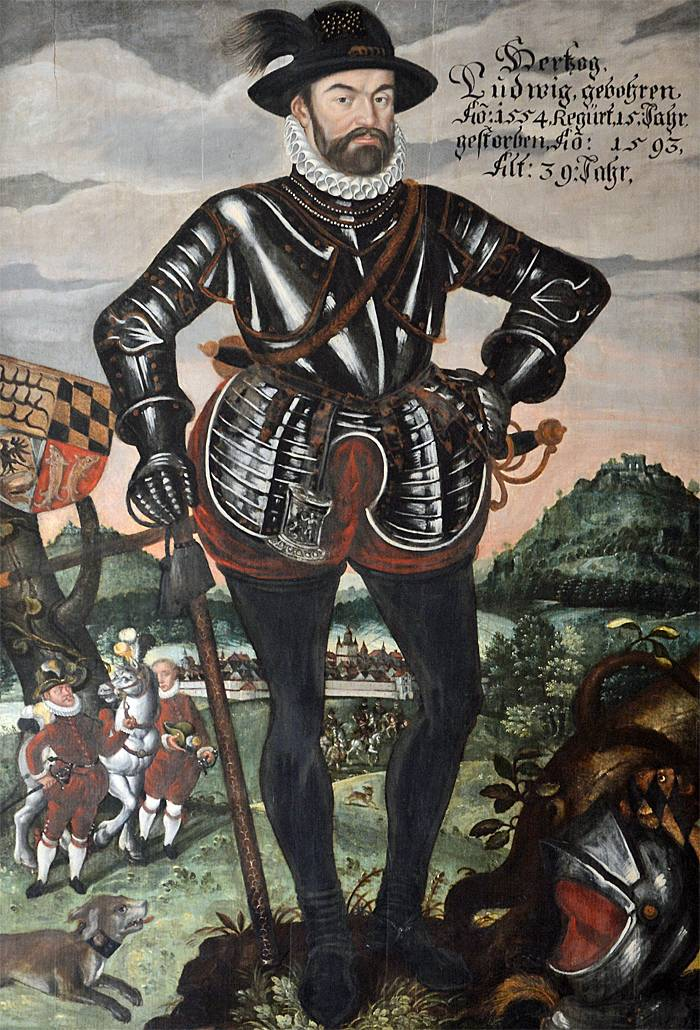
Ludwig „der Fromme“ von Württemberg

##### Herzogtum Württemberg
- Ludwig Daser ist seit 1572 und bis zu seinem Ableben Kapellmeister der Hofkapelle Stuttgart.
- Balduin Hoyoul, der im Jahr 1561 im Alter von etwa 13 Jahren als Diskant-Sänger in den Chor der Stuttgarter Hofkapelle unter Ludwig Dasers Leitung eingetreten war und 1564/65 für zwei Jahre als Schüler zu Orlando di Lasso nach München geschickt wurde, wirkt nach seiner Rückkehr wieder als Altist und Komponist.
- Simon Lohet ist am 14. September 1571 als Organist in die württembergische Hofkapelle in Stuttgart eingetreten. Weitere Organisten am Hof von Ludwig dem Frommen sind zu dieser Zeit der schon sehr alte Utz Steigleder († 1581) und Hans Franz Fries (bis 1572). Es ist auch Lohets Aufgabe, die Instrumente der Hofkapelle zu verwalten. In den einschlägigen Dokumenten sind für die Jahre 1572, 1573 und 1576 Reisen des Komponisten in die damaligen südlichen Niederlande (Antwerpen) zur Beschaffung von Musikalien vermerkt.

##### Reichsstadt Augsburg
- Johannes Eccard wird nach einem kurzen Aufenthalt in seiner Heimatstadt Mühlhausen (1573/74) von Jakob Fugger als Organist nach Augsburg berufen.
- Jacobus de Kerle ist in Augsburg als Domorganist tätig. In seiner bis 1574 währenden Amtszeit erscheinen von de Kerle ab 1571 etwa 70 Motetten in sieben Sammlungen, eine Messe, ein Requiem und zwei Bücher mit Madrigalen; als Manuskript sind ein Codex mit Responsorien und Hymnen für die Festtage des Kirchenjahrs überliefert. De Kerle veröffentlicht 1573 in München sein Liber modulorum sacrorum zu vier bis sechs Stimmen und sein Liber motettorum zu vier bis sechs Stimmen.

##### Reichsstadt Dinkelsbühl
- Michael Tonsor wirkt von ungefähr 1567 bis 1588 als Organist an der St. Georgskirche in Dinkelsbühl.

#### Nicht eingekreiste zum Heiligen Römischen Reich zugehörige Territorien und Stände

##### Herzogtum Mailand
- Matthias Hermann Werrecore, der von August bis Dezember 1559 beim Domchor in Mailand als Tenorsänger tätig war, lebt vermutlich in Mailand. Nach Dokumenten von 1532 und 1561 besitzt Werrecore Eigentum vor Ort und hat aus zwei Ehen mindestens drei Kinder.

#### Herzogtum Mantua
- Girolamo Cavazzoni ist Organist in der Hofkirche Santa Barbara des Palazzo Ducale in Mantua, wo er bis 1577 wirkt.
- Giovanni Giacomo Gastoldi, der in Mantua als Chorknabe an der Basilika Santa Barbara seine musikalische Ausbildung erhielt und Theologie studierte, ist seit 1572 Subdiakon.
- Giaches de Wert, der von 1563 bis 1565 den Dienst eines Kapellmeisters für die kaiserlichen Gouverneure in Mailand versehen hatte, wirkt spätestens seit September 1565 als Kapellmeister an der neu gebauten Basilika Santa Barbara in Mantua, der Hofkirche der Gonzaga-Herzöge, nachdem er dorthin für das erste Barbara-Fest am 4. Dezember 1564 eine neue von ihm komponierte Messe geschickt hatte. In dieser Stellung bleibt er bis zu seinem Tod. Er ist auch als prefectus musicorum für die weltliche Musik am Hof von Herzog Guglielmo Gonzaga in Mantua zuständig. Ab den 1570er Jahren wird darüber hinaus der Hof des musikbegeisterten Herzogs Alfonso II. d’Este in Ferrara für Giaches immer interessanter, weil hier mit dem Aufbau eines privaten musikalischen Ensembles (musica secreta) neue Maßstäbe für den virtuosen Ensemble-Gesang gesetzt werden und ein sich gegenseitig inspirierendes Zusammenwirken zwischen Gesang, Komposition und neuester Dichtung entsteht (Giovanni Battista Guarini und Torquato Tasso).

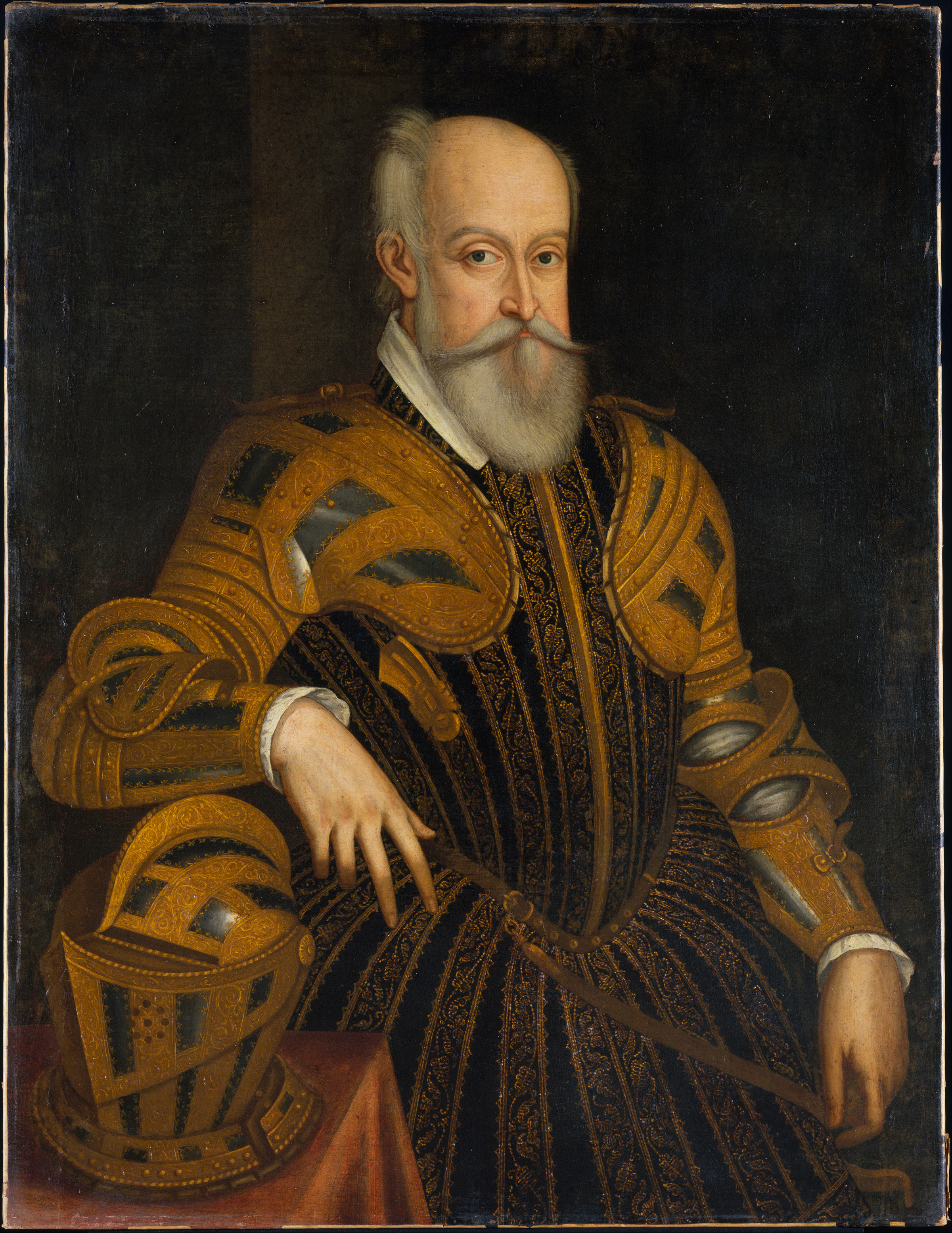
Alfonso II. d’Este

#### Herzogtum Modena und Reggio
- Luzzasco Luzzaschi, der in seiner Jugend Schüler des flämischen Komponisten Cipriano de Rore war, ist seit Mai 1561 Organist am Hof des Herzogs Alfonso II. d’Este, seit 1564 ist er herzoglicher Hoforganist. Ab 1572 bekleidet er zusätzlich das Organistenamt am Ferrareser Dom.

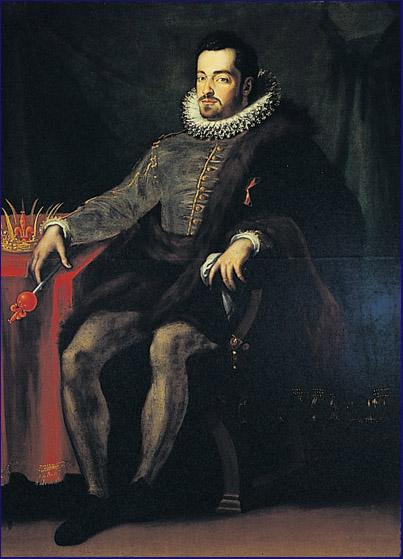
Ferdinand I. de Medici

##### Herzogtum Toskana
- Paolo Aretino, der bis 1547 als Kantor am Dom von Arezzo gewirkt hat, ist danach bis zu seinem Tode im Jahr 1584 an Santa Maria della Pieve, ebenfalls in Arezzo, tätig.
- Giulio Caccini, der wahrscheinlich Mitglied im Knabenchor der Cappella Giulia des Petersdoms und von Oktober 1564 bis November 1565 Gesangsschüler von Giovanni Animuccia war, wirkt seit dem 29. April 1566 am Hof des Großherzogs Ferdinando I. de’ Medici in Florenz.
- Nicolao Dorati wirkt seit 1543 in der Stadtkapelle von Lucca, zunächst als Posaunist und seit 1557 für über 20 Jahre als Kapellmeister.
- Vincenzo Galilei, der seit 1560 in Pisa lebt und seit 1562 mit Giulia Ammannati (gestorben 1620) aus einer angesehenen Familie von Tuchhändlern verheiratet ist, übersiedelt Anfang der 1570er Jahre nach Florenz und widmet sich ganz der Musik. In Florenz ist er Mitglied der Florentiner Camerata des Grafen Giovanni de’ Bardi, einer Gruppe, die sich die Wiederbelebung antiker Vorbilder zum Ziel gesetzt hat.
- Cristofano Malvezzi, der seit 1562 Canonico soprannumerario an San Lorenzo in Florenz war, wirkt ab 1571 in der Nachfolge von Francesco Corteccia und Giovanni Piero Manenti als Kapellmeister am Baptisterium San Giovanni, welches unter der musikalischen Verwaltung der Familie de Medici steht.
- Giovanni Piero Manenti, der im Juni 1571 – nach dem Tode von Francesco Corteccia – Kapellmeister an S.Giovanni geworden war, dieses Amt aber bereits nach sechs Monaten niedergelegt hatte, wird Organist an der Kathedrale von Florenz, ein Amt, das er bis zu seinem Tode ausübt. Manenti ist ebenfalls als Musiker am Hof der Medici tätig und komponiert zumindest ein Werk für die „Compagnia di S.Giovanni Evangelista“ in Florenz.
- Alessandro Striggio der Ältere, der aus einem Aristokratengeschlecht entstammt, hält sich vermutlich in Florenz auf, wo er um 1560 die ersten Kontakte zu den Medici geknüpft hatte. In den 1570er-Jahren schließt er eine Freundschaft mit Vincenzo Galilei.

### Königreich England und Irland

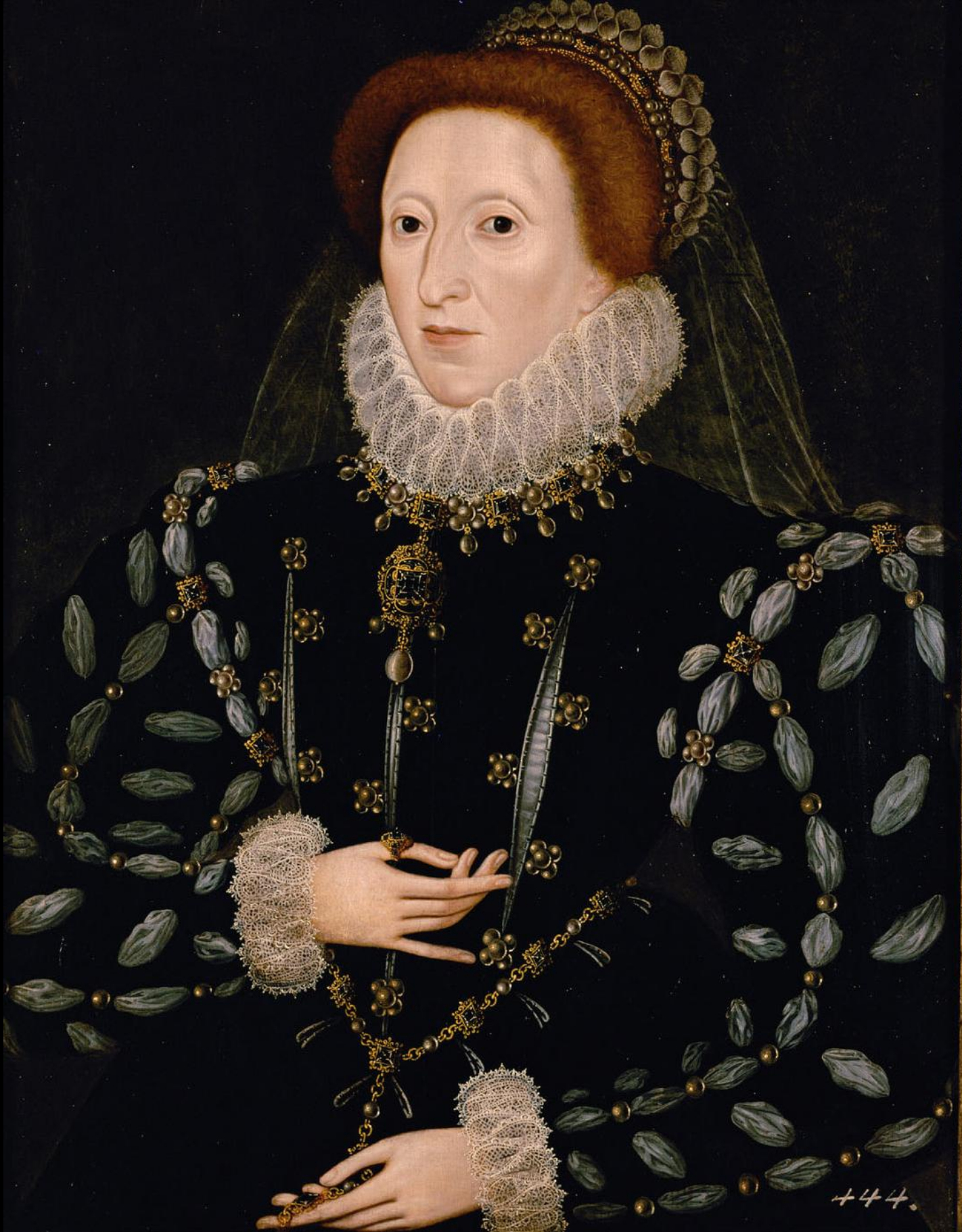
Elisabeth I. von England

#### Chapel Royal von Elisabeth I.
- William Byrd ist seit 1570 „Gentleman of the Chapel Royal“ und übt zusammen mit Thomas Tallis das Organistenamt aus.
- William Mundy, der 1543 Mitglied im Chor von Westminster Abbey wurde und später für verschiedene Kirchengemeinden arbeitete, ist seit 1563 Mitglied der Chapel Royal, an der er bis zu seinem Tode verbleibt.
- Thomas Tallis, der 1543 zum „Gentleman of the Chapel Royal“ in London ernannt wurde, bekleidet dieses Amt in den folgenden 40 Jahren.

#### Hereford
- John Bull wird 1573 Kapellknabe an der Hereford Cathedral, wo er unter dem Domorganisten John Hodges arbeitet.

#### London
- Peter Philips bekommt seine erste musikalische Ausbildung 1572 bis 1578 als Chorknabe an der St. Paul's Cathedral in London unter Sebastian Westcott († 1582). Er lebt bis zu Westcotts Tod 1582 in dessen Haus.

### Königreich Frankreich

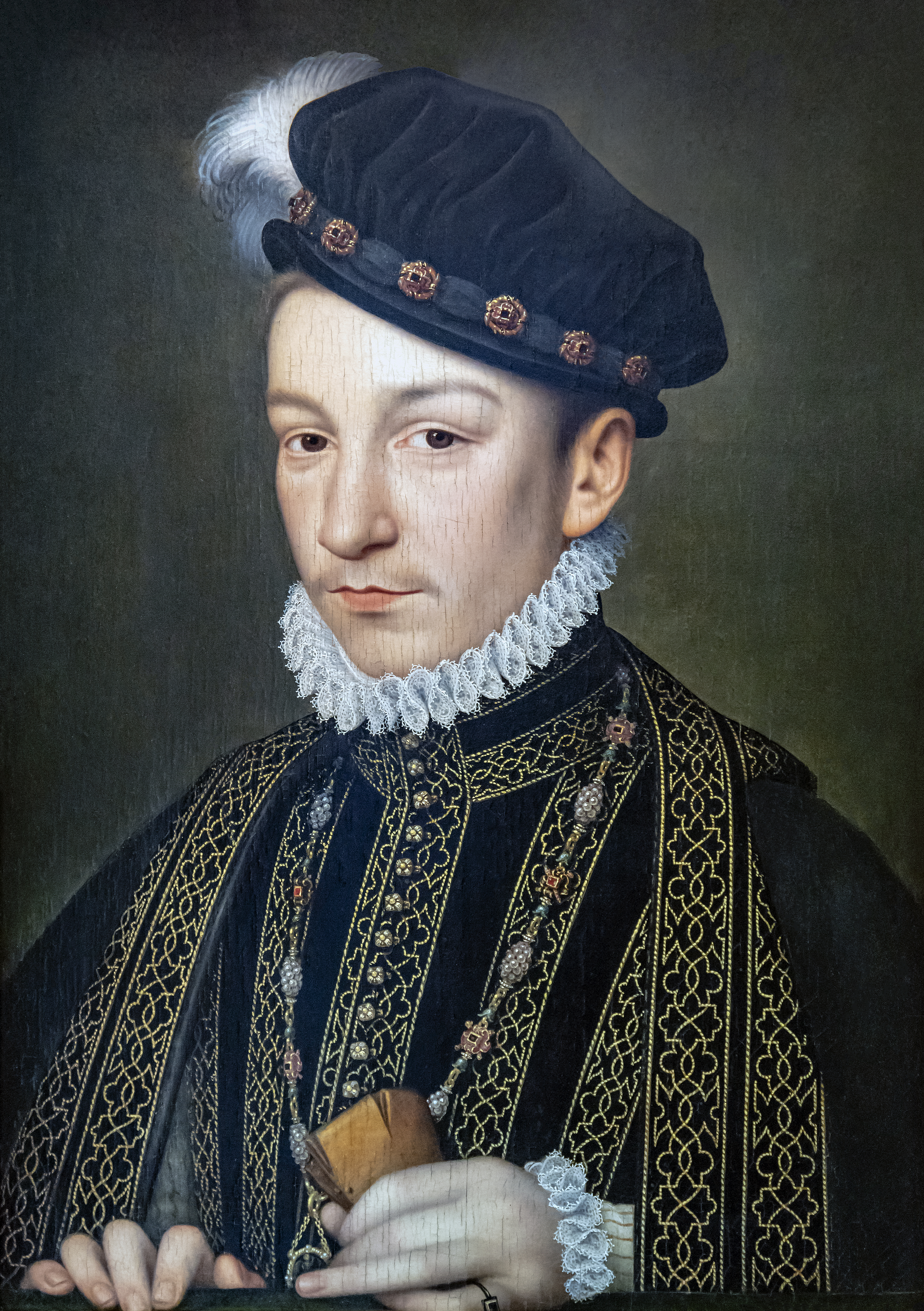
Karl IX. von Frankreich

#### Chapelle Royale von Karl IX.
- Eustache du Caurroy ist seit 1570 zunächst als Sänger im Dienst des französischen Königs Karl IX. tätig und wird bald als Komponist bekannt.

#### Évreux
- Guillaume Costeley, der nach seiner Ausbildung von 1560(?) bis 1570 Hoforganist am Hof von Karl IX. war, wirkt danach bis zu seinem Ableben in Évreux als Komponist und ist dort Mitglied der Bruderschaft Sainte Cécile.

#### Paris
- Adrian Le Roy lebt in Paris und ist musikalischer Leiter des von ihm mit seinem Vetter Robert Ballard 1551 gegründeten Musikverlags Le Roy & Ballard.

### Italienische Staaten

#### Herzogtum Urbino
- Leonard Meldert, möglicherweise ein Schüler von Orlando di Lasso, ist ab 1571 am Hof von Guidobaldo II. della Rovere in Urbino aktiv, und zwar bis zum Tod des Herzogs 1574.

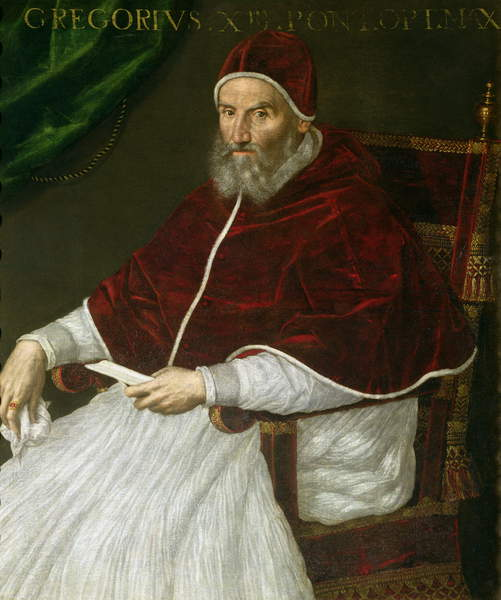
Gregor XIII., Porträt von Lavinia Fontana

#### Kirchenstaat
- Ghinolfo Dattari erhält ab Februar 1555 in Bologna eine Anstellung als Sänger in der Kapelle von San Petronio, der er 62 Jahre lang, bis zu seinem Tode angehört.
- Tiburtio Massaino, der zuvor ein Augustiner-Mönch in Piacenza war, ist seit 1571 maestro di cappella von Santa Maria del Popolo in Rom. 1573 erscheinen seine Il secondo libro de madrigali.
- Giovanni Maria Nanino, der von September 1566 bis Oktober 1568 in der Cappella Giulia tätig war und daneben Chormitglied der Kirche in Vallerano, ist seit mindestens Juni 1569 Kapellmeister der päpstlichen Basilika Santa Maria Maggiore in Rom. Es ist jedoch aufgrund fehlender Akten für den Zeitraum von 1563 bis 1571 nicht möglich, Naninos Eintritt als Kapellmeister von S. Maria Maggiore – ein Amt, das bis mindestens 1565 Giovanni Pierluigi da Palestrina innehatte – exakt zu datieren. Obwohl beide Komponisten später ein gespanntes Verhältnis zueinander hatten, ist es denkbar, dass es Palestrina selbst war, der Nanino für die Cappella Liberiana, den Chor von Santa Maria Maggiore, empfahl. Die Kapellakten belegen regelmäßige Zahlungen an Nanino und vier Chorknaben, für deren Ausbildung, Beköstigung und Unterbringung Nanino zuständig war.
- Giovanni Pierluigi da Palestrina, der seit 1565 musikalischer Leiter und Lehrer des Seminario Romano, einer Ausbildungsstätte des Priesternachwuchses war, übt diese Stelle – nachdem Giovanni Animuccia, Kapellmeister und 1555 Nachfolger Palestrinas an der Cappella Giulia des Petersdoms Ende März 1571 verstorben war – seitdem zum zweiten Mal aus. Palestrinas Bruder Silla stirbt 1573.
- François Roussel, der von 1566 bis 1571 als maestro di cappella an San Luigi dei Francesi gewirkt hatte, übernimmt dieses Amt von 1572 bis 1575 an San Giovanni in Laterano.
- Tomás Luis de Victoria, der in Rom das Collegium Germanicum – das Priesterseminar der Jesuiten – absolviert hatte, hat seit 1571 als moderator musicae die Leitung der Kapelle des Collegiums als Nachfolger von Palestrina.

#### Königreich Neapel
- Giovanni Domenico da Nola wirkt seit Februar 1563 bis zu seinem Tod als Maestro di cappella an der BasilikaSantissima Annunziata Maggiore in Neapel. In dieser Funktion lehrt er auch die Mädchen des Waisenhauses der Annunziata und die Diakone des Priesterseminars Gesang.
- Antonio Valente wirkt von 1565 bis 1580 als Organist an Sant’Angelo a Nilo in Neapel.

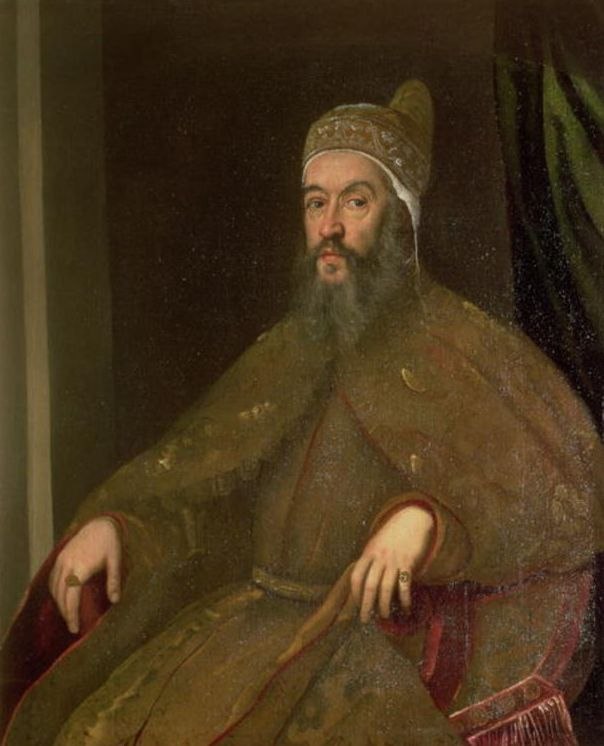
Doge Alvise Mocenigo, gemalt von Tintoretto

#### Republik Venedig
- Costanzo Antegnati, der am besten bekannte Spross der verzweigten italienischen Orgelbauerfamilie Antegnati, bekommt seine musikalische Ausbildung bei Girolamo Cavazzoni und ist seit dem Jahr 1570 Orgelbau-Mitarbeiter seines Vaters Graziadio Antegnati des Älteren (1525–1590).
- Valentin Bakfark lebt in Padua.
- Giovanni Croce wirkt seit 1565 als Chorknabe und Sänger am Markusdom in Venedig.
- Baldissera Donato ist seit 1550 als Sänger – zunächst an San Marco in Venedig – aktiv und wirkt auch in der Ausbildung der Sänger.
- Andrea Gabrieli ist wahrscheinlich seit Jahresanfang 1566 als Organist an San Marco tätig, einer herausragenden Position in der Musikwelt Italiens, wo er bis zu seinem Lebensende bleiben wird.
- Florentio Maschera, der seine erste Anstellung als Organist im Kloster Santo Spirito in Isola vor Venedig erhielt, ist seit 22. August 1557 Organist an der Kathedrale von Brescia. Am 6. April 1573 erhält Maschera vom Bischof von Cremona eine niedere kirchliche Weihe, die ihm vermutlich zu Einnahmen aus klerikalen Pfründen verhelfen sollte.
- Claudio Merulo ist seit dem Jahr 1566 als Nachfolger von Annibale Padovano als erster Organist am Markusdom in Venedig tätig. Neben dieser offiziellen Tätigkeit tritt er regelmäßig in den Palazzi venezianischer Adliger auf, z. B. in der Ca' Zantani, die auch von Parabosco, Padovano und anderen Virtuosen frequentiert wird. 1573 veröffentlicht er seine Mottetti a 5 (Sacrae Cantiones), Libro I und sein Missarum 5 vocum.
- Giovanni Battista Mosto, der 1568 eine Anstellung als Zinkenist und Posaunist in der Münchener Hofkapelle unter Orlando di Lasso hatte, lebt seit 1569 wieder in Udine und gehört seit 1570 zu den Stadtpfeifern. 1573 erhält er den Auftrag, die Stadtkapelle neu zu ordnen und den Chorknaben der Kathedrale das Spielen der verschiedenen Instrumente beizubringen.
- Teodoro Riccio wirkt nach seiner Ausbildung als Kirchenmusiker als Kapellmeister der Kirche Santa Nazaro in seiner Heimatstadt Brescia.
- Gioseffo Zarlino, der bei Adrian Willaert in Venedig studiert hat, ist seit 1565 – in der Nachfolge von Cypriano de Rore – Kapellmeister am Markusdom in Venedig. Er hat diese Stelle bis zu seinem Ableben 1590 inne. 1573 erscheint in Venedig die 2. Auflage seines musiktheoretischen Werkes Le istitutioni harmoniche.

### Königreich Polen und Großfürstentum Litauen

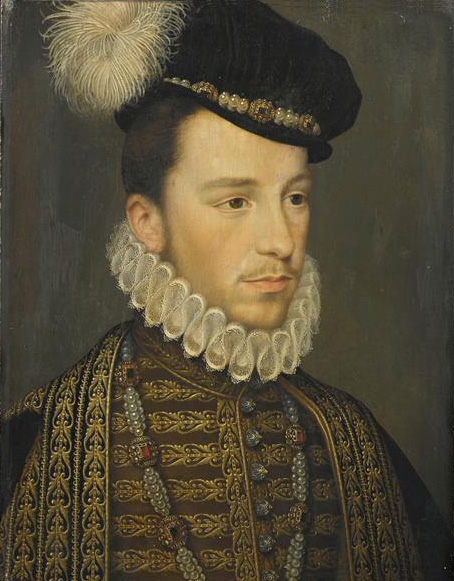
Heinrich von Valois

#### Hofkapelle von Heinrich von Valois
- Krzysztof Klabon ist seit 1565 Lautenist der königlichen Hofkapelle in Krakau.

#### Posen
- Jan Brandt ist seit 1571 Mitglied des Jesuitenordens.

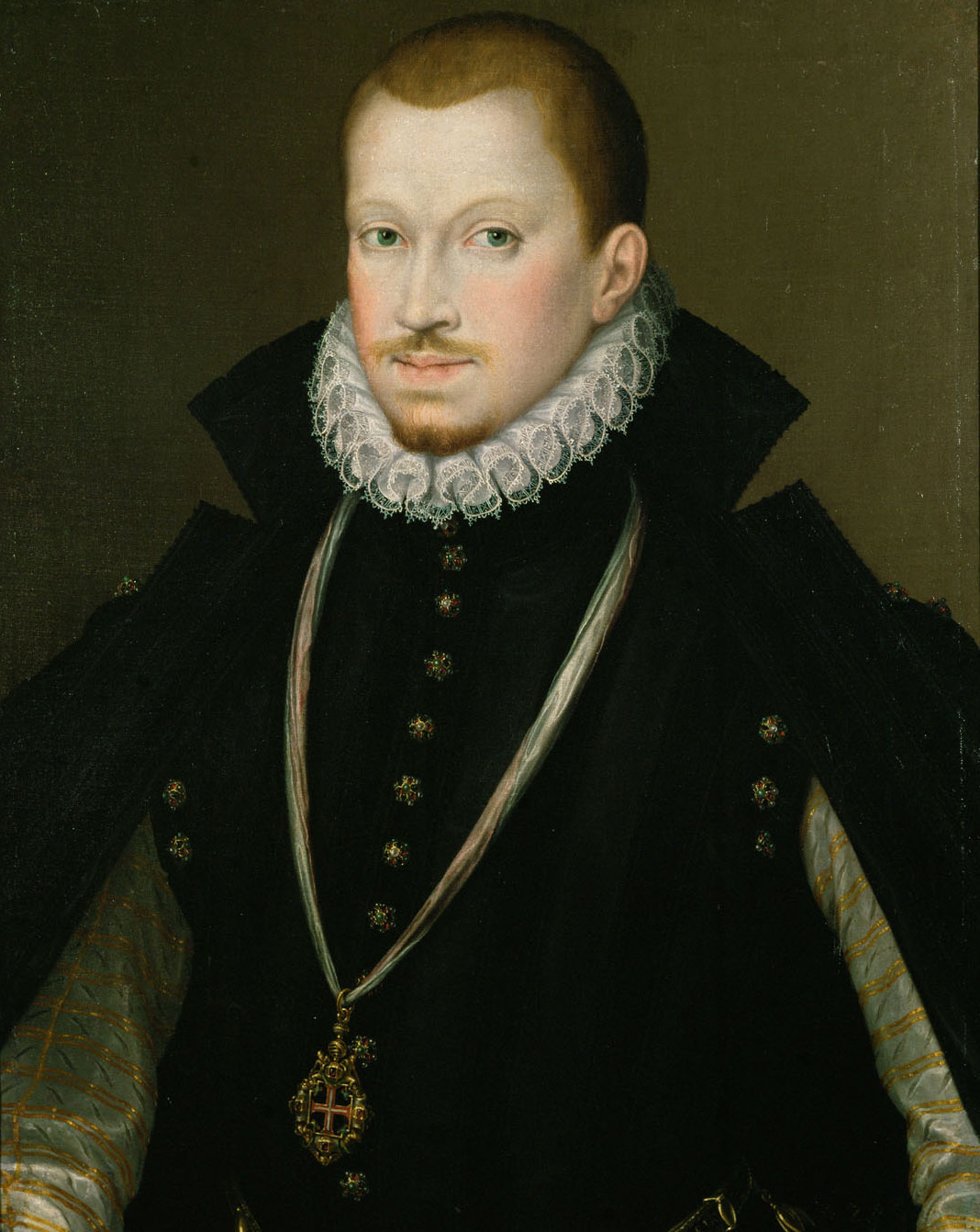
König Sebastian I. von Portugal

#### Sandomierz
- Mikołaj Gomółka, der als königlicher Fistulator (hervorragende Instrumentalist des Königs) Mitglied der Hofkapelle von König Sigismund II. August von Polen war, hat 1563 den Hof verlassen und ist die folgenden 15 Jahre in seiner Geburtsstadt Sandomierz in einigen außermusikalischen Bereichen tätig.

### Königreich Portugal
- António Carreira ist seit der Thronbesteigung des 14-jährigen Königs Dom Sebastiaõ 1568, Kapellmeister und Magisterio. Es ist nicht genau bekannt, aber wahrscheinlich, dass es zu dieser Zeit mindestens zwei Kapellen gibt, eine für den König und eine für Dona Catarina bzw. für Dom Henrique, denn es gibt zwischen 1562 und 1580 neben Carreira noch einen zweiten Kapellmeister: den Flamen Rinaldo del Mel.
- Rinaldo del Mel, der in Mechelen lebte und seit dem 3. März 1562 Mitglied der Singschule der Kathedrale Saint-Rombaud war, hat seine Heimat verlassen und wirkt vermutlich seit 1572 am königlichen Hof in Lissabon als maestro unter König Sebastian.

### Königreich Spanien

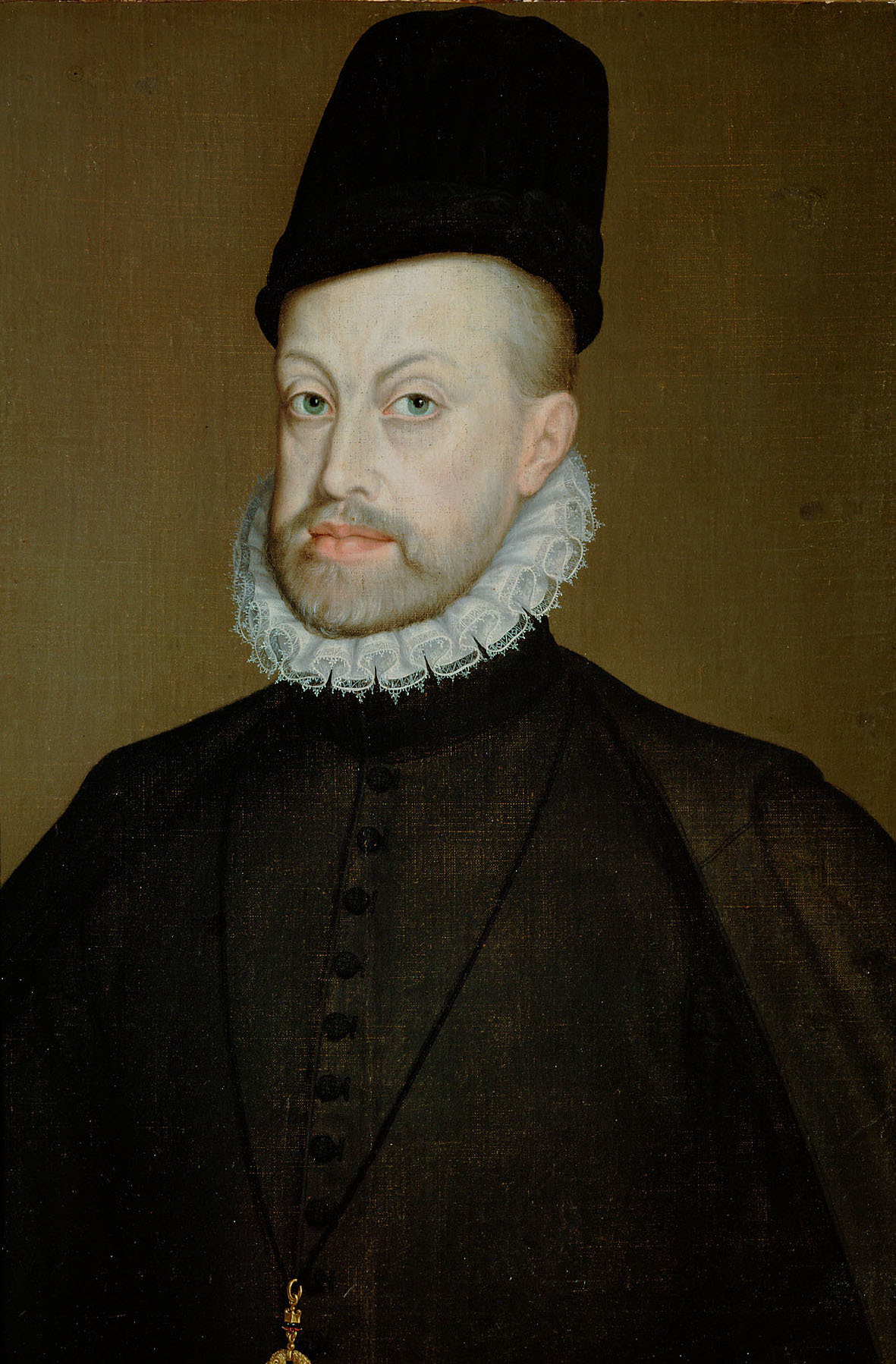
Philipp II. von Spanien

#### Hofkapelle von Philipp II.
- Philippe Rogier, der seine erste musikalische Ausbildung an der Kathedrale seiner Geburtsstadt Arras erhalten hatte, ist 1572 mit Gérard de Turnhout – seit 1571 Kapellmeister der capilla flamenca des spanischen Königs Philipp II. – und anderen jugendlichen Sopranisten nach Madrid gereist und wurde am dortigen Königshof eingeführt. In Madrid kann er in den folgenden Jahren als jugendlicher Sänger seine musikalische Ausbildung vervollständigen.
- Gérard de Turnhout, der seit 1562 an der Liebfrauenkirche Antwerpen tätig war und hier seit 1563 die Position eines Musikmeisters (maître de musique) in der Nachfolge von Antoine Barbé bekleidete, ist seit 1572 Kapellmeister der Capilla flamenca von König Philipp II. von Spanien in Madrid.
- Cornelis Verdonck, der seine erste musikalische Ausbildung als Kapellknabe vermutlich an der Kathedrale Notre-Dame in Antwerpen unter Gérard de Turnhout bekam, gelangt im Zuge der Anwerbung von Sängerknaben für die Capilla flamenca zusammen mit Philippe Rogier im Jahr 1572 nach Madrid an die Hofkapelle des spanischen Königs Philipp II., wo er für etwa acht Jahre bleibt.

#### Badajoz
- Manuel Rodrigues Coelho ist in den Jahren 1573 bis 1577 stellvertretender Organist am Dom zu Badajoz.

#### La Seu d’Urgell
- Joan Brudieu ist seit 1548 Kapellmeister auf Lebenszeit der Kathedrale von La Seu d’Urgell. Diese Position behält er – mit Unterbrechungen – bis kurz vor seinem Tode 1591.

#### Sevilla
- Francisco Guerrero ist seit 1551 Assistent von Kapellmeister Fernández de Castileja und Chorregent an der Kathedrale von Sevilla.
- Alonso Mudarra ist seit dem 18. Oktober 1546 Kanoniker an der Kathedrale von Sevilla. In dieser Stadt hat er einen bedeutenden Einfluss auf das Musikleben und bleibt dort noch 34 Jahre bis an sein Lebensende. Zu seinen Aufgaben an der Kathedrale gehört die Leitung aller musikalischen Aktivitäten. Hierzu gehören die Beauftragung von Instrumentalisten, der Kauf und die Leitung des Aufbaus einer neuen Orgel und die enge Zusammenarbeit mit Komponisten für die vielfältigen festlichen Anlässe.

### Vizekönigreich Neuspanien
- Hernando Franco, der vermutlich in den 1550er Jahren nach Neuspanien auswanderte, ist – gemäß eines Beleges aus dem Jahr 1571 – maestro de capilla der Kathedrale von Santiago de Guatemala.

## Gründungen
- Die Camerata Fiorentina um den Grafen Giovanni de’ Bardi wird wahrscheinlich 1573 gegründet. Die früheste Aufzeichnung stammt vom 14. Januar 1573.

## Instrumentalmusik

### Für drei Instrumente
- Christian Hollander – Triciniorum, quae cum vivae voci, tum omnis generis instrumentis musicis commodissime applicari possunt, fasciculus, München

### Für Laute
- Bálint Bakfark – Veni in hortum meum, soror mea: Noten und Audiodateien im International Music Score Library Project
- Matthäus Waissel – Tabulatura: Noten und Audiodateien im International Music Score Library Project

## Vokalmusik

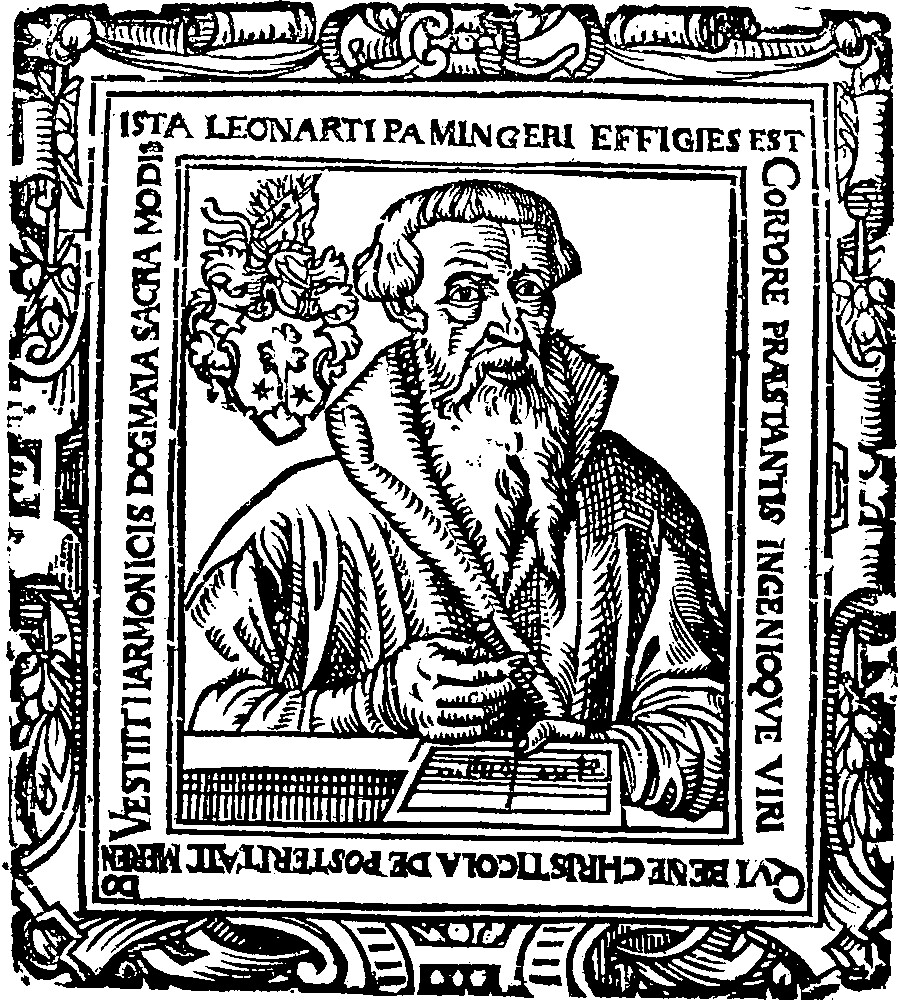
Holzschnitt von Leonhard Paminger in Secundus tomus ecclesiasticarum cantionum. Die Umschrift des Bildes lautet: ISTA LEONARTI PAMINGERI EFFIGIES EST / CORPORE PRAESTANTIS INGENIOQVE VIRI / QUI BENE CHRISTICOLA DE POSTERITATE MERENDO / VESTIIT HARMONICIS DOGMATA SACRA MODIS. Deutsch: „Dies ist das Bild Leonhard Pamingers, / eines an Gestalt und Geistesgaben hervorragenden Mannes, / der, sich um die christgläubige Nachwelt verdient machend, / die heiligen Glaubenslehren in harmonische Musik gekleidet hat.“

### Geistlich
- Giammateo Asola – Completorium per totum annum quatuorque illae Beatae Virginis antiphonae quae in fine pro anni tempore secundum Romanam curiam decantatur zu sechs Stimmen, Venedig: Girolamo Scotto
- Joachim a Burck – Sacrae cantiones plane novae zu sechs Stimmen, Nürnberg: Dietrich Gerlach
- Ippolito Chamaterò – Psalmen zu acht Stimmen, Venedig: Girolamo Scotto
- Giovanni Matteo Faà di Bruno – Salmi di David profeta con tre Magnificat zu fünf, sechs und acht Stimmen, Venedig: Antonio Gardano
- Marc Antonio Ingegneri – erstes Buch der Messen zu fünf und acht Stimmen, Venedig: Antonio Gardano; darin:
  - Missa Gustate et Videte zu fünf Stimmen: Noten und Audiodateien im International Music Score Library Project
  - Missa Laudate pueri Dominum zu acht Stimmen: Noten und Audiodateien im International Music Score Library Project
  - Missa Susanne un giour zu sieben Stimmen: Noten und Audiodateien im International Music Score Library Project
  - Missa Voce mea zu sechs Stimmen: Noten und Audiodateien im International Music Score Library Project
- Paolo Isnardi – Messen zu vier Stimmen, Venedig: Antonio Gardano
- Jacobus de Kerle
  - Liber modulorum sacrorum zu vier bis sechs Stimmen, München: Adam Berg
  - Liber motettorum zu vier bis sechs Stimmen, München: Adam Berg
- Orlando di Lasso
  - Patrocinium musices – Teil 1, München: Adam Berg: Noten und Audiodateien im International Music Score Library Project, darin:
    - Cantionum quas mutetas vocant zu vier Stimmen: Noten und Audiodateien im International Music Score Library Project

  - Laudate Dominum omnes gentes zu zwölf Stimmen: Noten und Audiodateien im International Music Score Library Project
- Claudio Merulo – Missarum 5 vocum, Venedig: Antonio Gardano; darin:
  - Missa Benedicta es coelorum Regina
  - Missa Susanne un giour
  - Missa Oncques Amour
  - Missa Aspice Domine
- Philippe de Monte – Sacrarum cantionum […] liber secundus zu fünf Stimmen, Venedig: Girolamo Scotto
- Annibale Padovano – Missarum quinque vocum, Venedig: Antonio Gardano: Noten und Audiodateien im International Music Score Library Project
- Leonhard Paminger – Primus tomus ecclesiasticarum cantionum, Nürnberg: D. Gerlach
- Giovanni Pierluigi da Palestrina – drittes Buch der Motetten zu fünf, sechs und acht Stimmen, Venedig: Girolamo Scotto
- Cipriano de Rore – Sacrae cantiones, Löwen: Pierre Phalèse

### Geistlich und Weltlich
- Jacobus Florius – Modulorum aliquot tam sacrorum quam prophanorum cum tribus vocibus zu drei Stimmen, Löwen
- Orlando di Lasso
  - 24 Cantiones, lieder, chansons, et madrigali, LV 1573.8, München: Adam Berg: Noten und Audiodateien im International Music Score Library Project; darin:
    - Annelein, du singst fein zu vier Stimmen: Noten und Audiodateien im International Music Score Library Project
    - Audite nova zu vier Stimmen: Noten und Audiodateien im International Music Score Library Project
    - Auss gutem grundt zu vier Stimmen: Noten und Audiodateien im International Music Score Library Project
    - Bianca neve è il bel collo zu vier Stimmen: Noten und Audiodateien im International Music Score Library Project
    - Di moi mon cueur zu acht Stimmen: Noten und Audiodateien im International Music Score Library Project
    - Di persona era tanto ben formata zu vier Stimmen: Noten und Audiodateien im International Music Score Library Project
    - Domine secundum actum meum zu vier Stimmen: Noten und Audiodateien im International Music Score Library Project
    - Eripe me de inimicis meis zu vier Stimmen: Noten und Audiodateien im International Music Score Library Project
    - Es thut sich als verkeren zu vier Stimmen: Noten und Audiodateien im International Music Score Library Project
    - Fallax gratia zu vier Stimmen: Noten und Audiodateien im International Music Score Library Project
    - Honorabile est inter omnes zu vier Stimmen: Noten und Audiodateien im International Music Score Library Project
    - Mostran le braccia sue misura giusta zu vier Stimmen: Noten und Audiodateien im International Music Score Library Project
    - Nun grüß dich Gott zu acht Stimmen: Noten und Audiodateien im International Music Score Library Project
    - Quand un cordier cordant zu vier Stimmen: Noten und Audiodateien im International Music Score Library Project
    - Quare tristis es anima mea zu vier Stimmen: Noten und Audiodateien im International Music Score Library Project
    - Qui bien se mire zu vier Stimmen: Noten und Audiodateien im International Music Score Library Project
    - Quid estis pusillanimes zu vier Stimmen: Noten und Audiodateien im International Music Score Library Project
    - S'una fede amorosa zu acht Stimmen: Noten und Audiodateien im International Music Score Library Project
    - Sces tu dir l'ave disoit il zu vier Stimmen: Noten und Audiodateien im International Music Score Library Project
    - Si du malheur zu vier Stimmen: Noten und Audiodateien im International Music Score Library Project
    - Si ie suis brun zu vier Stimmen: Noten und Audiodateien im International Music Score Library Project
    - Sotto duo negri zu vier Stimmen: Noten und Audiodateien im International Music Score Library Project
    - Sotto quel sta quasi fra due vallette zu vier Stimmen: Noten und Audiodateien im International Music Score Library Project
    - Spesso in poveri alberghi e in picciol tetti zu vier Stimmen: Noten und Audiodateien im International Music Score Library Project
    - Un jeune moine est sorti du couvent zu vier Stimmen: Noten und Audiodateien im International Music Score Library Project
    - Unde revertimini zu acht Stimmen: Noten und Audiodateien im International Music Score Library Project
    - Wem soll man jetzund trauen zu vier Stimmen: Noten und Audiodateien im International Music Score Library Project

### Weltlich
- Girolamo Conversi – Quella che gli occhi suoi guerra mi fanno zu fünf Stimmen, in: Il primo libro delle Napolitane á 5 voci: Noten und Audiodateien im International Music Score Library Project
- Giovanni Ferretti – erstes Buch der canzoni alla napolitana zu sechs Stimmen, Venedig: Girolamo Scotto
- Tiburtio Massaino – Il secondo libro de madrigali zu vier Stimmen
- Giovanni Leonardo Primavera – La luce occhi miei lassi zu fünf Stimmen, in: I frutti à 5 voci, libro quarto, Venedig: Girolamo Scotto: Noten und Audiodateien im International Music Score Library Project
- Ivo de Vento – Teutsche Lieder mit fünff stimmen sampt einem Dialogo mit achten nit allein lieblich zu singen sonder auch allerhand Instrumenten wol und artlich zu gebrauchen
- Orlando di Lasso
  - Moduli zu sechs, sieben und zwölf Stimmen, Paris: Le Roy & Ballard
  - Viersprachendruck zu vier Stimmen, München: Adam Berg
- Costanzo Porta – drittes Buch der Madrigale zu fünf Stimmen, Venedig: Antonio Gardano

## Musiktheoretische Schriften
- Cornelius Blockland – Instruction fort facile pour apprendre la musique pratique, Lyon: Jean de Tournes: Noten und Audiodateien im International Music Score Library Project
- Girolamo Mei – De modis musicis antiquorum
- Gioseffo Zarlino – Le istitutioni harmoniche, Venedig, überarbeitete Version 1573: Noten und Audiodateien im International Music Score Library Project

## Geboren

### Geburtsdatum gesichert
- 31. Januar: Ambrosius Metzger, deutscher Komponist und Meistersinger († 1632)[1]
- 31. Januar (getauft): Giulio Cesare Monteverdi, italienischer Komponist und Organist († 1630 oder 1631)
- 22. Februar: Gemignano Capilupi, italienischer Komponist († 1616)[2]
- 19. Juli (getauft): Inigo Jones, englischer Architekt und Bühnenbildner († 1652)[3]
- 28. Juli: Johann Mühlmann, deutscher evangelischer Kirchenlieddichter († 1613)

### Genaues Geburtsdatum unbekannt
- Juan de Palomares, spanischer Gitarrist und Komponist († vor 1609)[4]
- Alessandro Striggio der Jüngere, italienischer Librettist († 1630)

### Geboren um 1573
- Géry de Ghersem, franko-flämischer Komponist und Sänger († 1630)

## Gestorben

### Todesdatum gesichert
- 25. August: Erdmann Kopernikus, deutscher Dichter, Komponist, Jurist (* unbekannt)
- 00. Oktober: Cornelis Boscoop, niederländischer Organist, Sänger und Komponist (* zwischen 1525 und 1531)
- 00. Oktober: Homer Herpol, franko-flämischer Komponist, Kapellmeister, Kantor und Kleriker (* um 1510)
- 17. November: Joannes Pionnier, französischer Komponist (* unbekannt)[5]
- 07. Dezember: John Thorne, englischer Komponist und Poet (* um 1519)[6]
- zwischen 27. und 31. Dezember: Firmin Lebel, französischer Chorleiter und Komponist (* unbekannt)[7]

### Genaues Todesdatum unbekannt
- Johannes Claux, franko-flämischer Komponist (* um 1515)[8]
- Gislain Manilius, franko-flämischer Drucker (* unbekannt)[9]

### Gestorben um 1573
- Pierre Phalèse, flämischer Musikverleger (* um 1510)
- Alfonso dalla Viola, italienischer Komponist und Instrumentalist (* um 1508)[10]

### Gestorben nach 1573
- Krzysztof Borek, polnischer Komponist (* um 1520)